# Grupo Desportivo de Natação de Vila Nova de Famalicão
Grupo Desportivo de Natação de Vila Nova de Famalicão (acrónimo: GDNVNF)(também conhecido como "Fama" ou "GDNF"),criado no dia 2 de Março de 1993, é um conceituado clube de natação português.
Existem todos os escalões de competição (pré-competição, cadetes, infantis, juvenis, juniores e seniores) e escolas de natação (aperfeiçoamento e iniciação).
Treina essencialmente na Piscina Municipal de Famalicão, cedida pela Câmara em horários específicos.
Possui uma piscina interior de 25 metros com 5 pistas e uma piscina exterior Olímpica com 50 metros de comprimento e 8 pistas.
Todos os anos o clube tem vindo a registar cerca 100 atletas federados entre os 6 escalões disponíveis.
Possui um palmarés recheado de grandes factos como a participação de vários atletas a Europeus, Mundiais, Multinations e um participação de um atleta na estafeta Olímpica portuguesa de 4x200 metros estilo livre nos Jogos Olímpicos de 2004 em Atenas.

## Equipa técnica
Secção de competição
Cadetes B
- Diogo Coelho (principal)
- Andreia Granjo (adjunta)

Cadetes A
- Sílvio Pereira

Infantis
- Adriano Niz

Juvenis , Juniores , Seniores
- Pedro Faia (principal)
- Bruno Pereira (adjunto)

Presidente do GDNVNF
- José Fernandes

### Atletas Internacionais
- João Araújo

```
 Altura - 1,80 m
 Data de Nascimento - 
20 de Novembro
 de 
1985

 Cidade Natal - 
Vila Nova de Famalicão

 País -
Portugal

 Equipa actual - Grupo Desportivo de Natação de Vila Nova de Famalicão
 Disciplina - Natação Pura
 Estilo - Mariposa e Estilo Livre
 Maiores conquistas -
Jogos Olímpicos
 de Atenas de 2004 Estafeta de 4x200 metros livres, com Luís Monteiro, Adriano Niz e Miguel Pires – 14.º (7:27.99)
```

- Jorge Maia

```
Altura - 1,83 m
Data de Nascimento - 
2 de Maio
 de 
1989

Cidade Natal - 
Vila Nova de Famalicão

País -
Portugal

Equipa actual - Grupo Desportivo de Natação de Vila Nova de Famalicão
Disciplina - Natação Pura
Estilo - Estilo Livre
Maiores conquistas-Recordista Nacional Absoluto(400m livres-3.52.29)e juvenil A(200 e 400 livres).Participação em vários Mundiais incluindo o de Roma 2009.
```

- Paulo Araújo

```
Altura - 1,84 m
Data de Nascimento - 
21 de Abril
 de 
1989

Cidade Natal - 
Vila Nova de Famalicão

País -
Portugal

Equipa actual - Grupo Desportivo de Natação de Vila Nova de Famalicão
Disciplina - Natação Pura
Estilo - Estilos
Maiores conquistas- Participação em Campeonatos Europeus.
```

- Mário Costa

```
Altura - 1,80 m
Data de Nascimento - 
15 de Março
 de 
1990

Cidade Natal - 
Vila Nova de Famalicão

País - 
Portugal

Equipa actual - Grupo Desportivo de Natação de Vila Nova de Famalicão
Disciplina - Natação Pura
Estilo - Mariposa, Costas e Estilo Livre.
```

Maiores conquistas - Primeiro Classificado nos MultiNations 2006 ,na Grécia, a 200m Costas com 2:09.37, Vencedor Meeting Internacional de Bruxelas, Bélgica, a 200m Mariposa e participação nos Europeus na Belgrado - 2008.
- Luis Vaz

```
Altura - 1,97 m
Data de Nascimento - 
4 de Junho
 de 
1991

Cidade Natal - 
Vila Nova de Famalicão

País - 
Portugal

Equipa actual - Grupo Desportivo de Natação de Vila Nova de Famalicão
Disciplina - Natação Pura
Estilo - Estilo Livre.
```

Maiores conquistas-1ºclassificado no Meeting Internacional do Luxemburgo 2009 a 200m estilo Livre e participação nos Europeus de Juniores em 2008 (Belgrado) e 2009 (Praga).
- Rita Ferreira

```
Altura - 1,75 m
Data de Nascimento - 
9 de Outubro
 de 
1992

Cidade Natal - 
Vila Nova de Famalicão

País - 
Portugal

Equipa actual - Grupo Desportivo de Natação de Vila Nova de Famalicão
Disciplina - Natação Pura
Estilo - Estilo Livre.
```

Maiores conquistas- Apuramento para dois MultiNations (Grécia - 2005, Suíça - 2006) e para um Europeu ( Bélgica - 2007).